# Dalsland
Dalsland je švedska pokrajina u regiji Götaland.

## Administrativna podjela
Tradicionalne pokrajine u Švedskoj nemaju administrativnu ili političku svrhu, ali su povijesni i kulturni subjekt. Veći dio pokrajine dio je županije Västra, a samo mali dio županije Värmlands län.

## Zemljopis
Dalsland se nalazi u jugozapadnoj Švedskoj na granici s Norveškom. Graniči s pokrajinama Värmland na sjeveru, Västergötland na jugoistoku, Bohuslän na zapadu te jezerom Vänern na istoku. Prostire se na 3708 km². Niti jedna druga švedska pokrajina nema više jezerske površine od Dalslanda. Od ukupne površine oko 450 km² je voda, najveći dio je jezero Vänern (najveće švedsko jezero). Mnoga jezera povezana su Dalslandskim kanalom, građenim 1864. – 1868., a ima 28 ustava.

## Stanovništvo
Prema podacima iz 2009. godine u pokrajini živi 50.527 stanovnika dok je prosječna gustoća naseljenosti 14 stanovnika na km².

## Gospodarstvo
Razvijeno je šumarstvo i drvna industrija, zbog gustih šuma na sjeveru i zapadu pokrajine. Na jugoistoku se stanovništvo bavi zemljoradnjom, a zbog ležišta uranovih ruda razvijeno je i rudarstvo.

## Vanjske poveznice
- Službena turistička stranica pokrajine